# Ravnkilde-stenen 1
Runestenen Ravnkilde 1 er en runesten fundet i Ravnkilde i 1859. Stenen lå som tærskelsten ved indgangen til Ravnkilde kirke med indskriften opad, så indskriften er meget slidt. Stenen har på bagsiden talrige skålgruber fra bronzealderen, hvilket viser, at den ca. 2000 år tidligere har været anvendt som kultsten. Den står nu på en høj på kirkegården under et stort træ, hvilket har bevirket, at forsiden er groet til med alge- og lavvækster.
- Ravnkilde2 600px
- Ravnkilde3 600px

## Indskrift
| Translitteration | ąsur lat:hirþiR : kukis : sun : raist runar þasi at ąs-uþ trunik                        |
| Transskription   | Assurr landhirþiR, Køgis(?) sun, rēst rūnaR þessi at Ās[b]ōð/Ās[m]ōð drōttning.         |
| Oversættelse     | Asser landhyrde, Køges/Kugges(?) søn, ristede disse runer efter dronning Asbod/As[m]od. |

Indskriften er ordnet i parallelordning begyndende midt på stenen nedefra. Indskriften er nu så forvitret og tilgroet, at translitterationen, som her følger Danmarks Runeindskrifter, ikke kan følges. hirđiR i ordet landhirđiR har ikke noget med 'hyrde' at gøre, som er en afledning af 'hjord', men med skjaldesprogets hirđiR 'opbevarer, gemmer, bevogter, besidder'. Det har tidligere været antaget, at indskriften viser tegn på svensk indflydelse, men dette er kritiseret af   Michael Lerche Nielsen i 2001. Både Asmod/Asbod og Kugge/Køge er meget sjældne navne i runestensindskrifter.